# André van der Louw

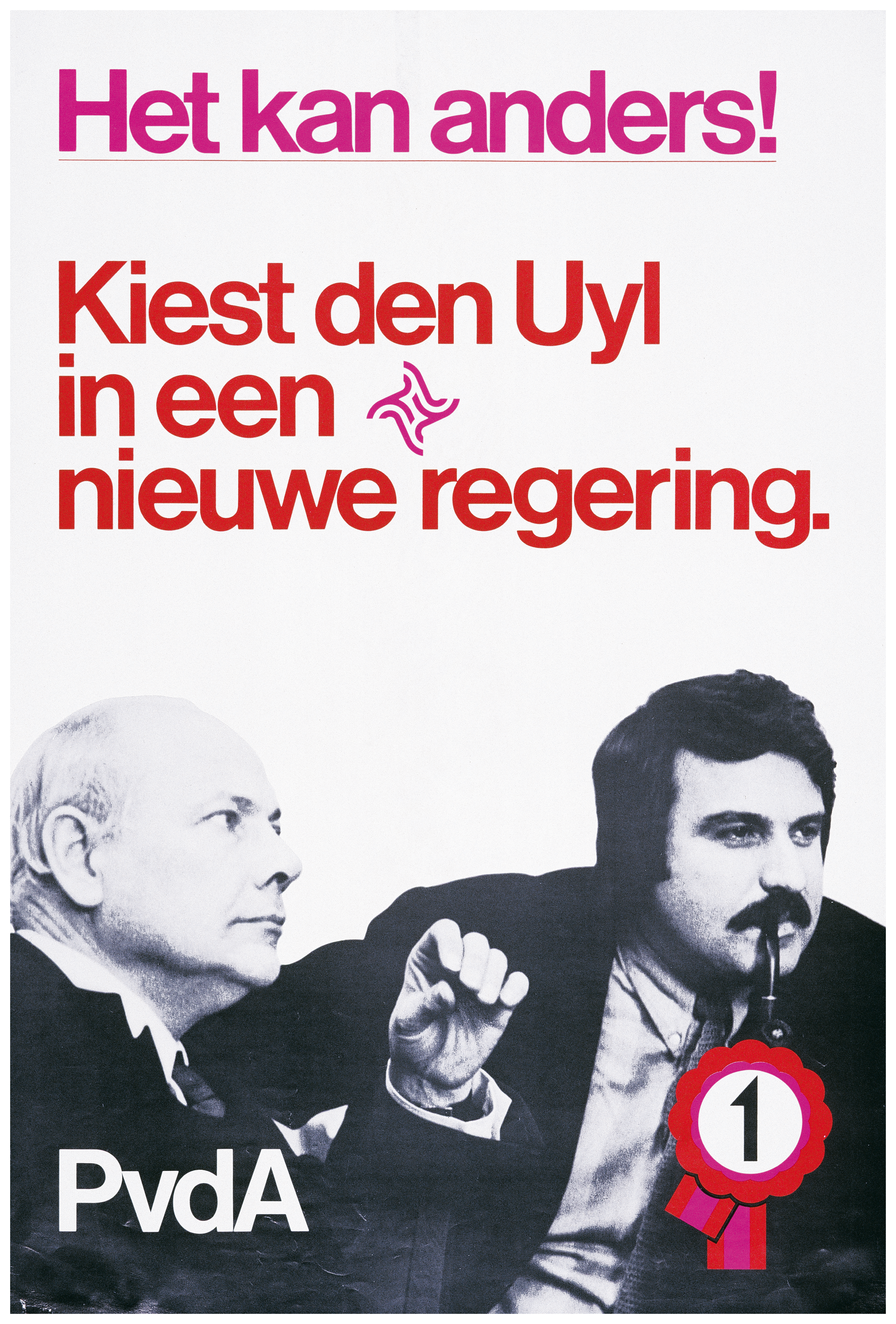
Joop den Uyl en Van der Louw op de poster voor de verkiezingen van 1972

Arie Andries (André) van der Louw (Den Haag, 9 augustus 1933 - Scheveningen, 20 oktober 2005) was een Nederlands politicus en bestuurder.
Hij werd geboren te Den Haag als zoon van de melkboer Cornelis van der Louw en Sjouke Eker. Hij volgde de mulo en de Middelbare handelsavondschool in Den Haag, en was in zijn jeugd bestuurslid van de Arbeiders Jeugd Centrale (AJC), waarover hij later het boek Rood als je hart schreef. Op 16-jarige leeftijd werd hij lid van de PvdA.

## Vernieuwer
Hij begon zijn loopbaan bij het Haags Instituut voor Volksontwikkeling. Van 1957 tot 1971 werkte hij als perschef bij de VARA, en in 1965 werd hij redacteur bij het jongerenblad Hitweek, de voorganger van het blad Aloha. Omdat hij met zijn 32 jaar ouder was dan de rest van de redacteuren, en mede door zijn pijp een vaderlijke uitstraling had, werd hij al snel de de facto voorzitter van de redactie.
In dezelfde tijd dat hij bij de VARA werkte was hij actief in de PvdA. Hij was samen met Tom Pauka, Jan Nagel en Han Lammers gangmaker van de vernieuwingsbeweging Nieuw Links, en co-auteur van het manifest 'Tien over rood'. Hij hoopte de PvdA van binnenuit te kunnen vernieuwen. Toen hij op 15 maart 1969 met zes andere Nieuw Links-leden tijdens een tumultueus verlopen partijcongres werd gekozen tot lid van het partijbestuur (hij werd vicevoorzitter), ervoer hij dat als het succes van zijn strategie. Zijn vreugde hierover uitte hij in een dans door de congreszaal die sindsdien bekendstaat als de berendans van Van der Louw. Van 1971 tot 1974 was hij partijvoorzitter van de PvdA.

## Bestuurder

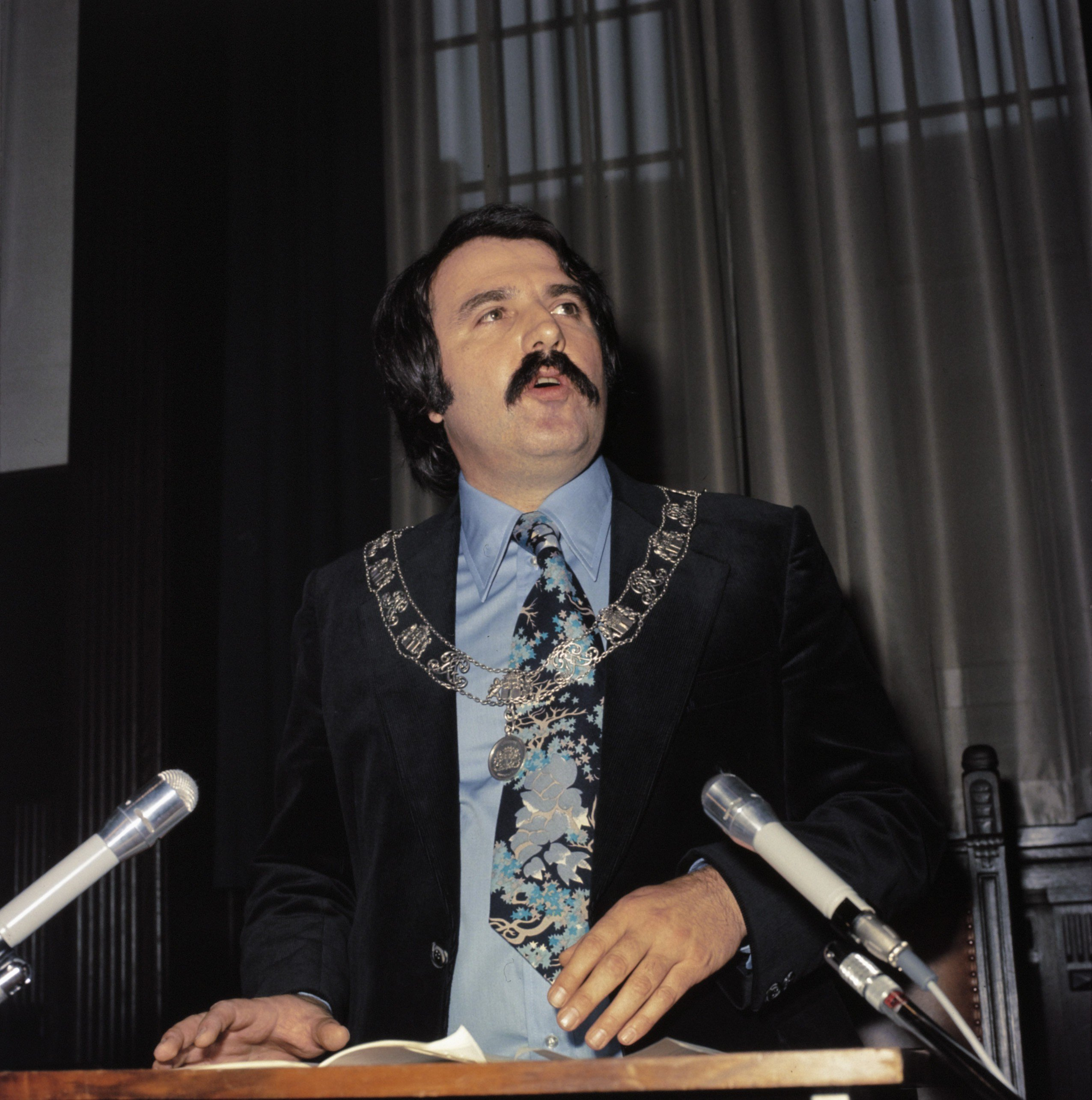
Van der Louw bij zijn installatie als burgemeester van Rotterdam

In 1974 werd hij burgemeester van Rotterdam. In die stad had de PvdA toentertijd jarenlang een duidelijke meerderheid van de bevolking achter zich en hij profileerde zich door op 1 mei de rode vlag uit te steken en het gemeentepersoneel vrijaf te geven. Hij was een populaire en bekwame burgemeester. In 1981 werd hij door PvdA-leider Joop den Uyl gevraagd als minister van CRM toe te treden tot het kabinet Van Agt-Den Uyl. Hij deed in dat kabinet het voorstel om jongeren aan het werk te zetten in een banenplan voor jongeren, "gemeenschapstakenplan" genaamd. Woedende jonge actievoerders spitten vervolgens zijn voortuin om.
Het ministerschap beviel niet, hij was ervan overtuigd door Den Uyl "misleid" te zijn en de verkeerde keus te hebben gemaakt. Hij was duidelijk ongelukkig.
Het kabinet Van Agt-Den Uyl werd al na acht maanden demissionair, en in 1982 nam hij korte tijd plaats in de Tweede Kamer. Hij werd hierna benaderd om burgemeester van Amsterdam te worden, maar dit aanbod wees hij af. Die baan ging uiteindelijk naar een andere oud-minister, Ed van Thijn.

Vanaf 1982 vervulde hij verschillende bestuursfuncties: Voorzitter van het Openbaar Lichaam Rijnmond (1983-1986), een orgaan dat al snel na zijn aantreden werd opgeheven, sectievoorzitter betaald voetbal KNVB (1986-1989), Omroepraad (1986-1988), Mediaraad (1988-1994), en de NOS (als voorzitter, 1994-1997).

## Rode-Hoed-groep
Hij heeft binnen de PvdA nog meermalen van zich doen spreken. In 1991 begon hij het Sociaal Democratisch Vernieuwingsplatform dat streefde naar vernieuwing van de partij. Deze vernieuwingsbeweging werd opgericht in De Rode Hoed en werd daarom ook wel de Rode Hoed-groep genoemd. Het weekblad Elsevier sprak van de Bende van Vier: Hans Kombrink, André van der Louw, Eduard Bomhoff en Maurice de Hond, die het gemunt zou hebben op het leiderschap van Wim Kok.
Hij was sinds 1977 gescheiden. Uit zijn huwelijk had hij twee zoons. Na een ziekbed van een jaar overleed hij op 72-jarige leeftijd in zijn woonplaats Scheveningen aan kanker.